# 喬納森·辛克萊
喬納森·辛克萊 LVO（1970年10月13日—），是英國的外交官，自2014年擔任前英國駐新西蘭及薩摩亞高級專員與皮特凱恩總督。
他在1996年國際關係、媒體和旅遊碩士後加入英國外交及聯邦事務部，之前曾在印度、美國和倫敦工。2002年至2004年期間，辛克萊還是外交及聯邦事務大臣施仲宏的私人秘書。